# Estádio Gustavo Paiva
O Estádio Gustavo Paiva, também conhecido como Estádio do Mutange, foi um centro de treinamento de futebol localizado no bairro do Mutange em Maceió, Alagoas, pertencente ao Centro Sportivo Alagoano.

## História
O Mutange foi inaugurado em 22 de novembro de 1922, tendo sido considerado durante muitos anos o estádio mais moderno do estado, sendo inclusive o único com condições de receber jogos noturnos pelo fato de ter refletores, tendo sediado em 1951 o primeiro jogo internacional em Alagoas, o CSA 1 x 1 Velez Sársfield. Atualmente, o Centro Sportivo Alagoano passou a disputar suas partidas no Trapichão (propriedade do governo estadual) e transformou o Mutange num centro de treinamento, após as obras de reforma serem concluídas em 2012.Porém o Centro Sportivo Alagoano (CSA) usa para jogos-treinos e para a pré-temporada.